# Антон Пфрогнер
Антон Пфрогнер (нім. Anton Pfrogner; 28 вересня 1886 — 1 серпня 1961) — австро-угорський офіцер і німецький політик, гауптман австро-угорської армії (1918), генераларбайтсфюрер (аналог генерал-майора) Імперської служби праці (28 вересня 1940). Кавалер Лицарського хреста Хреста Воєнних заслуг з мечами.

## Біографія
Судетський німець. В 1907 році вступив в австро-угорську армію. Учасник Першої світової війни. 12 жовтня 1916 року поранений в праве око і взятий в полон італійськими військами. В 1917 році обміняний як інвалід. Після війни в 1918 році демобілізований, а в наступному році переїхав в Чехію. Брав активну участь в нацистському русі в Чехословаччині. З 1933 року — керівний співробітник організації Конрада Генляйна в Судетах. З 1935 року — сенатор парламенту Чехословаччини від німецького населення. У 1938 році — начальник штабу Судетсько-німецького ополчення. Брав участь в операції по відторгненню Судет від Чехословаччини. Після приєднання Судетської області до Німеччини вступив в Імперську службу праці: начальник будівельного штабу ІСП в Судетах, керівник обласної організації ІСП. 1 листопада 1938 року вступив в НСДАП (квиток №6 656 758). 4 грудня 1938 року обраний депутатом Рейхстагу. Під час Другої світової війни був представником ІСП в командуванні авіаційної області. В 1945 році взятий в полон американськими військами. В 1947 році звільнений. В 1947-52 роках — менеджер з організаційних питань страхової компанії Nordstern в Ґраці. Брав активну участь в діяльності Земельного товариства судетських німців в Австрії та ФРН, зокрема восени 1948 року заснував і очолив групу молодіжної організації судетських німців в Ґраці, а в 1954 році керував проведенням Дня судетських німців у Мюнхені.

## Нагороди
- Ювілейний хрест
- Срібна і бронзова медаль «За військові заслуги» (Австро-Угорщина) з мечами
- Хрест «За військові заслуги» (Австро-Угорщина) 3-го класу з військовою відзнакою і мечами
- Орден Леопольда (Австрія), лицарський хрест з військовою відзнакою і мечами
- Орден Залізної Корони 3-го класу з військовою відзнакою і мечами
- Військовий Хрест Карла
- Медаль «За поранення» (Австро-Угорщина)
- Золота медаль «За хоробрість» (Австро-Угорщина) (1921)
- Пам'ятна військова медаль (Австрія) з мечами
- Почесний хрест ветерана війни з мечами
- Нагрудний знак «За поранення» в чорному зразка 1918 року (заміна медалі «За поранення»)
- Медаль «У пам'ять 1 жовтня 1938»
- Хрест Воєнних заслуг 2-го і 1-го класу з мечами
- Лицарський хрест Хреста Воєнних заслуг з мечами (21 грудня 1944)
- Плакета Рудольфа Лодгмана Земельного товариства судетських німців